# Dexia basalis
Dexia basalis är en tvåvingeart som först beskrevs av Walker 1853.  Dexia basalis ingår i släktet Dexia och familjen parasitflugor. Inga underarter finns listade i Catalogue of Life.